# Kronkorken

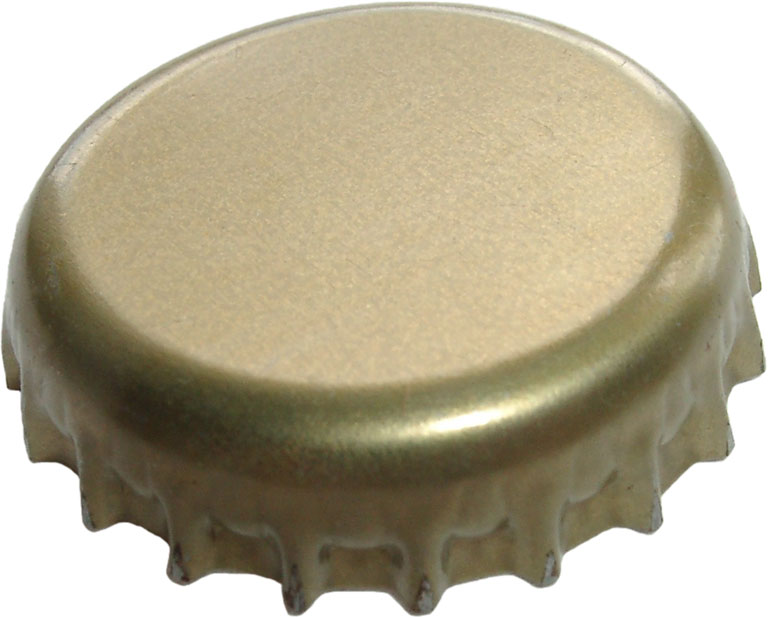
Kronkorken

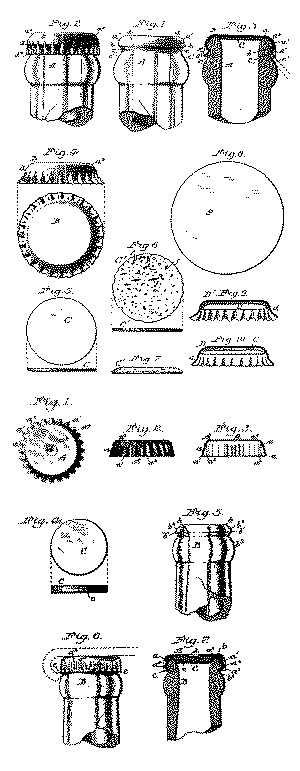
Abbildung zu dem Patent zum Kronkorken (1892), 24-zackig

Öffnen eines Kronkorkens

Ein Kronkorken, Kronenkork oder Kronenkorken, im österreichischen Sprachgebrauch Bierkapsel, ist ein kreisförmiges Blechstück, dessen Rand kronenförmig gebogen und das mit einer Dichtungs-Einlage aus Polyethylen (PE) versehen ist.
Der Kronkorken dient dazu, Getränkeflaschen luftdicht und geschmacksneutral zu verschließen. Zum Öffnen einer so verschlossenen Flasche wird zumeist ein Werkzeug benötigt, in der Regel ein Flaschenöffner. Bei geeigneten Flaschen lässt sich der Kronkorken (Drehkronkorken oder Twist off) jedoch auch von Hand, wie bei einem Schraubverschluss, aufdrehen.

## Entstehungsgeschichte
Der Kronkorken wurde von dem Erfinder William Painter (1838–1906) aus Baltimore 1892 zum Patent angemeldet. Er nannte seine Erfindung „Crown Cork“ – Kronkorken.
Der Kronkorken wurde in den USA zunächst bei Bierflaschen eingesetzt und löste größtenteils den Bügelverschluss ab, da er in der Herstellung deutlich günstiger und der Verschließprozess wesentlich schneller ist. Durch den Erfolg dieses Produktes gründete Painter bereits im April 1893 die Firma Crown Cork and Seal Company, die heutzutage keine Kronkorken mehr herstellt.
In Deutschland wurde der Bügelverschluss nach dem Zweiten Weltkrieg durch den Kronkorken verdrängt; nur kleinere Braustätten hielten bis in die 1960er Jahre am Bügelverschluss fest.
Schaumweine (Champagner, Sekt) mit klassischer Flaschengärung werden in der Gärphase zunächst mit Kronkorken (Bidule) verschlossen. Nach Einfrieren des Flaschenhalses wird der Kronkorken automatisch geöffnet und der gefrorene Hefepfropf durch den Innendruck des Kohlendioxids „herausgeschossen“ (Dégorgement). Erst danach wird die Flasche mit dem üblichen Sektkorken verschlossen.

## Technischer Aufbau und Herstellung
Bei Glasflaschen, deren Mundstücke in Europa gemäß der Norm DIN EN ISO 12821 (Mundstück 26 H 180) oder 12822 (Mundstück 26 H 126) hergestellt werden, ist die Norm für die passenden Kronkorken die DIN EN 17177. Im Folgenden sind die Abmessungen (in mm) aufgeführt:
|                   | in mm | Toleranz in mm |
| Innendurchmesser: | 26,75 | +0,15/−0,00    |
| Höhe:             | 06,00 | ±0,15          |
| Außendurchmesser: | 32,10 | ±0,20          |
| Radius:           | 16,05 | ±0,25          |
| Blechdicke:       | 00,20 | ±0,02          |

Der übliche Kronkorken weist 21 Zacken auf; ursprünglich waren es 24 Zacken. Ein Grund für die Änderung war eine Reduzierung des Flaschenhalsdurchmessers. Zudem trägt die ungerade Anzahl der Zacken maßgeblich zur prozesssicheren Zuführung der Kronkorken zum Verschließerorgan bei. Kronkorken mit einer geraden Anzahl von Zacken verkanten leichter, da sich so zwei Zacken genau gegenüberliegen. Die Blechtafeln (verzinnte Weißblech- oder Chromblechtafeln nach Euro-Norm EN 10.202) für die Kronkorken können nach beidseitiger, transparenter oder farblicher Lackierung als zusätzlicher Schutz gegen Korrosion und Grundierung für die Druckfarben auch im Offset-Verfahren nach Kundenwünschen bedruckt werden. Dabei druckt die Fabrik in den meisten Fällen auch ihr Signet – das Randzeichen – so mit auf, dass es auf dem Kronkorken seitlich auf den Zacken zu erkennen ist. Zusätzlich können auch farbliche Markierungen für „Sammelaktionen“ in die Innenseite der Kronkorken eingebracht werden. Aus diesen Tafeln werden dann auf speziellen doppeltwirkenden Pressen (mit zwei ineinanderlaufenden Stößeln), die in der Regel die ganze Tafel verarbeiten, die Kronkorken in 21-zackiger Form gestanzt. Die Masse von Kronkorken beträgt ca. 2,2 Gramm.

### Dichtung
In einem zweiten Arbeitsgang wird die Dichtung aus extrudiertem PE-Granulat (mit kreisförmigem Dichtwulst) eingesetzt, um das luft- und druckdichte Verschließen der Flaschen zu ermöglichen. Bis Ende der 1980er Jahre wurden noch Dichtungen aus Press-Kork sowie bis Ende der 1990er Jahre Dichtungen aus PVC verwendet.

### Hersteller
In Deutschland werden Kronkorken derzeit (Stand 2021) von der Delmenhorster Kork-Fabrik (Randzeichen DKF), der Rauh GmbH & Co. Blechwarenfabrikations-KG in Küps (Randzeichen RRK) und der Helmut Brüninghaus GmbH & Co. KG in Versmold (Randzeichen HB) hergestellt. Die Blechwarenfabrik Limburg GmbH (Randzeichen BL) stellte die Kronkorkenfertigung zum 31. Dezember 2019 ein. In Österreich ist Frais Flaschenverschlüsse (Randzeichen JF für den ursprünglichen Firmennamen Josef Frais & Söhne KG) mit Sitz in Stockerau tätig. In der Schweiz hat 2007 der letzte Produzent (Ernst AG Verpackungen in Küsnacht) die Kronkorken-Produktion eingestellt.

## Varianten
Mittels einer besonderen Gestaltung der Flaschenmündung analog einem Gewinde ist es möglich, einen Kronkorken als Schraubverschluss zu verwenden, so dass er ohne Flaschenöffner geöffnet und wieder verschlossen werden kann („Twist Top“ oder „Twist-off“). Dieser Schraubverschluss wird aufgrund der hohen Kräfte beim Verschließprozess nur bei Einweg-Flaschen eingesetzt.
Das Prinzip findet sich bei französischen, südafrikanischen, australischen, südostasiatischen (San Miguel), US-amerikanischen und selten bei österreichischen und schweizerischen Bierflaschen – beispielsweise Zipfer Sparkling, Ottakringer kühles Blondes, Eichhof (CH) und 0,3 l Einwegflaschen der Stieglbrauerei zu Salzburg.
Eine weitere Neuerung ist der von der österreichischen Ottakringer Brauerei entwickelte sogenannte Frischeverschluss, bei dem in den Kronkorken eine Kunststofflippe eingearbeitet ist, die bis in den Flaschenhals reicht. Daraus soll laut Hersteller eine geringere Kohlensäureentweichung während der Lagerung resultieren. Einen weiteren Vermarktungsaspekt soll das beim Öffnen der Flasche entstehende Plopp-Geräusch darstellen.
Der Firma D’Angelico & Dietrich Acoustic Consult wurden international zwei Patente erteilt, mit denen sich der Klang beim Öffnen von kohlensäurigen Getränken mit Kronkorkenverschlüssen ändern lässt. Das erste Patent ermöglicht  – je nach Ausführung  – die Erzeugung eines champagnerartigen Knalleffekts bzw. eines Pfeifgeräuschs. Das zweite Patent erlaubt knirschende oder zerbrechende Geräusche. Die Klänge wurden Champagne, Fresh und Crush benannt und werden vom Patent Invest Fonds der Credit Suisse zur weltweiten Vermarktung vertrieben.

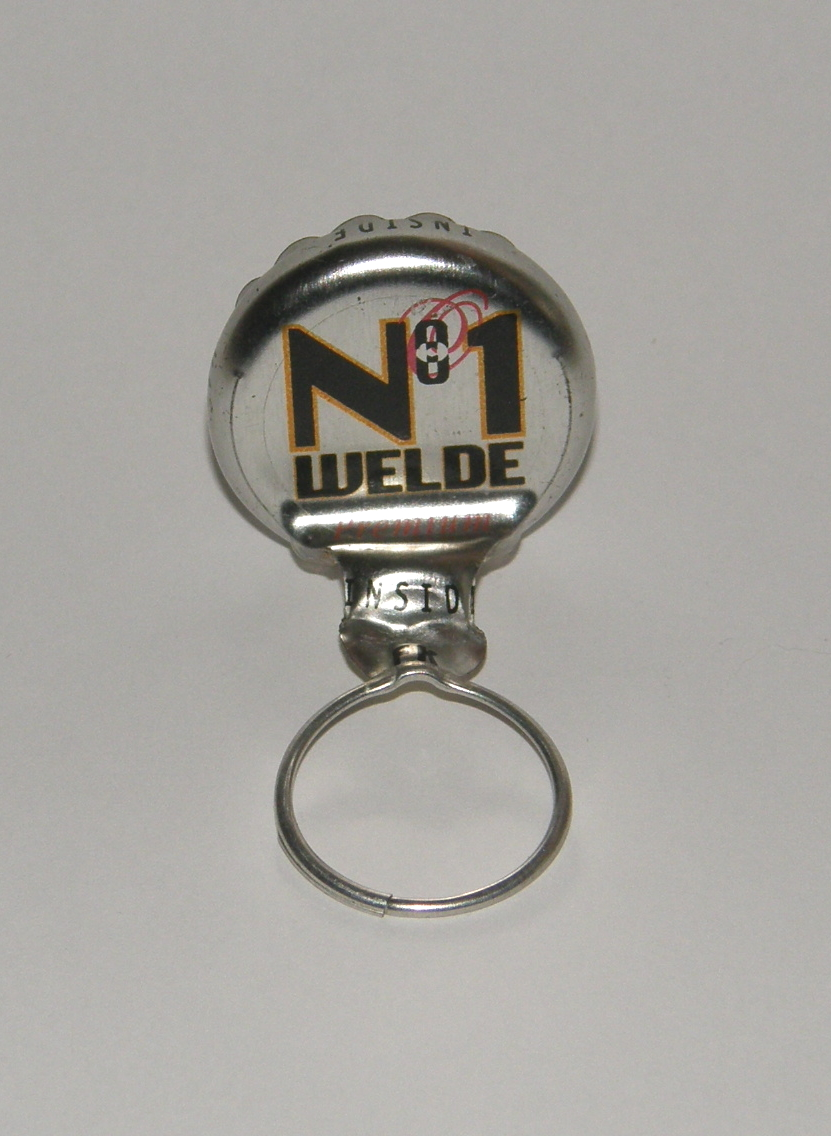
Abziehlasche der Weldebräu

Eine Variante des Kronkorkens ist die sogenannte Abziehlasche. Diesen – zackenlosen – Verschluss kann man ohne Werkzeug durch Aufziehen der integrierten Lasche mit den Fingern öffnen.

## Öffnen, Wiederverschließen
Flaschenöffner sind unterschiedlich gestaltete Werkzeuge zum Öffnen von Getränkeflaschen. In der Regel hakt ein Flaschenöffner einseitig unter einige Zacken und hebt den Kronkorken an einer Seite beginnend ab. Das Einhaken erfolgt je nach Öffnertyp und Sichtweise unter der Hinter- oder Vorderseite des Verschlusses. Ein anderer Teil des J-förmigen bzw. mit D-förmiger Öffnung versehenen flachen Öffners stützt sich an der Oberseite des Verschlusses ab, dellt ihn in der Regel ein und knickt ihn, wenn die Hand den Öffner nach unten drückt bzw. nach oben hebt.
Durch sorgfältiges, sanfteres Anheben des Kronkorkens an mehreren Stellen seines Umfangs kann das Verbiegen des Blechteils so gering gehalten werden, dass ein Wiederverschließen zum Beispiel mit einem Schlag möglich ist. Der nur mit geringer Kraft haltende Deckel sichert den möglichen Innendruck zwar nur unzureichend, verhindert jedoch das Hineinfallen von Schmutz oder Einfliegen von Insekten. Das Wiederöffnen ist dann ohne Werkzeug möglich.
Es gibt einen Bieröffner aus verchromtem Blech, dessen Hebelgriff ausreichend groß und plan ausgebildet sowie mit einer etwa 3 mm dicken Gummidichtung ausgelegt ist. An den konisch zulaufenden Längsseiten ist das Blech um 90° und etwa 75° eingefalzt, sodass diese Blechleisten unter den Wulst des Flaschenhalses, der sonst die Kronkorkenzacken hält, eingreifen und den Gummi dichtend anpressen kann, wenn der Öffner fest genug von einer Seite her aufgeschoben wird.
Bei hinreichendem Geschick, Kraft und Übung können eine Reihe anderer Verfahren zum Öffnen des Kronkorkens dienen: Die Kante an einer waagrecht liegenden Hirnholzfläche oben an einem Zaunpfahl und Draufschlagen von oben. Ein passend hartes Stück Kantholz, der Rücken eines Messers oder sogar ein fest und klein gefalztes A4-Stück Schreibpapier, jeweils Flasche und Behelfsöffner mit beiden Händen geführt. Nutzt man die Schließöffnung eines montierten Türstocks, muss die Flasche so schräg geführt werden, dass etwas Getränkeverlust praktisch unvermeidlich ist.

## Andere Verwendungen

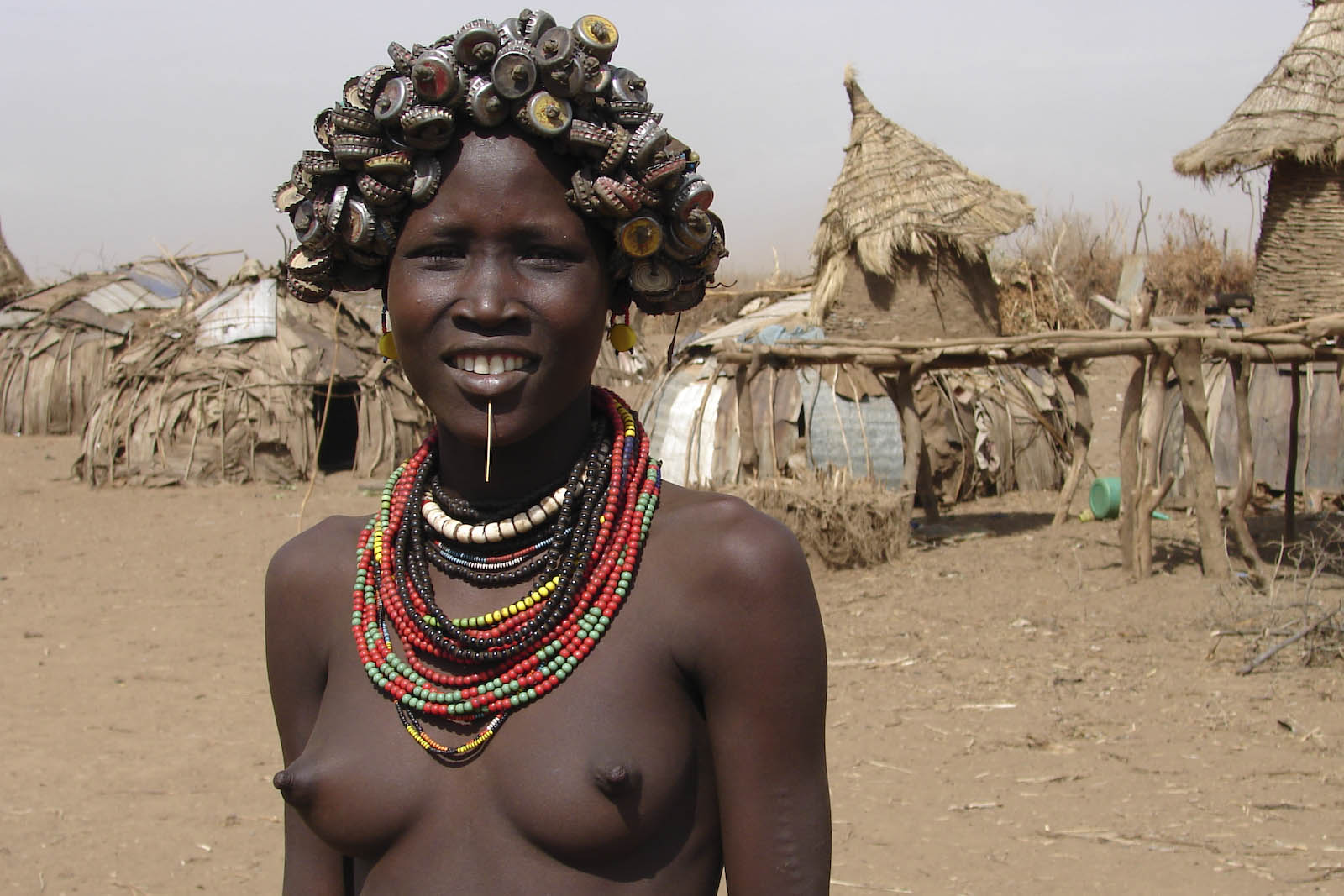
Haarschmuck, Dassanech-Frau in Äthiopien (2008)

Für Kronkorken gibt es auch Nutzungen, die über die als Flaschenverschluss hinausgehen.
- Gut geeignet sind sie für eine Variante des von Kindern und Jugendlichen praktizierten Geschicklichkeitsspiels Englisch Fußball.
- Im Kunst- und Musikunterricht an Grund- und Sonderschulen dienen sie zur Anfertigung von Rassel- und Geräuschinstrumenten
- Kronkorken sind ein beliebtes Sammelobjekt. Der Wert variiert und hängt je nach Sammelart davon ab, wie alt oder wie selten der Kronkorken ist, und ob fabrikneu oder von einer Flasche entfernt. In Online-Katalogen[6][7][8] sind knapp 200.000 verschiedene Exemplare (Stand Februar 2021) verzeichnet.
- Abfalltechnisch stellen Kronkorken einen recyclingfähigen Rohstoff dar. In Deutschland ist daher die vom Restmüll getrennte Entsorgung als Verpackung gemäß dem Grünen Punkt im Gelben Sack vorgesehen, ohne dass der Kronkorken das entsprechende Lizenzzeichen tragen muss.
- Zudem gibt es in Deutschland auch diverse karitative Sammelaktionen für Kronkorken, die, vergleichbar einem Schrottsammler, den Erlös aus dem Verkauf des Rohstoffes spenden.[9][10]
- Hobbykünstler verwenden Kronkorken als Material für Kunstwerke unterschiedlicher Ausführungen (siehe Abbildung).
- Kronkorken können als kraftverteilende Beilage zum Annageln von Dachpappe, Plane oder Blech dienen.